# Falsovelleda congolensis
Falsovelleda congolensis är en skalbaggsart som först beskrevs av Hintz 1911.  Falsovelleda congolensis ingår i släktet Falsovelleda och familjen långhorningar.
Artens utbredningsområde är:
- Ghana.
- Kongo-Kinshasa.

Inga underarter finns listade i Catalogue of Life.